# ميرتون إي. لويس
ميرتون إي. لويس هو محامي وسياسي أمريكي، ولد في 10 ديسمبر 1861 في Webster, New York ‏ في الولايات المتحدة، وتوفي في 2 مايو 1937 في روتشستر في الولايات المتحدة. نشط حزبياً في الحزب الجمهوري. وقد انتخب النائب العام لنيويورك ‏ (19 أبريل 1917 – 31 ديسمبر 1918) وانتخب عضو جمعية ولاية نيويورك ‏.